# Michaił Kolcow
Michaił Jefimowicz Kolcow (ros. Михаил Ефимович Кольцов; ur. 31 maja?/12 czerwca 1898 w Kijowie, zm. 2 lutego 1940 w Moskwie) – rosyjski publicysta, dziennikarz oraz pisarz. Od 1938 roku członek Akademii Nauk ZSRR.
Był współzałożycielem oraz redaktorem czasopisma „Ogoniok” w latach 1923–1938, a w latach 1934–1938 czasopisma „Krokodił”. Pisał reportaże, felietony (polski wybór Luty w marcu 1959 r.), nowele oraz eseje. Był również twórcą portretów literackich Maksima Gorkiego i Henriego Barbusse’a. Kierownik wydziału międzynarodowego Związku Pisarzy ZSRR, odbył wiele podróży zagranicznych zarówno pod własnym nazwiskiem, jak i incognito.
W czasie wojny domowej w Hiszpanii był korespondentem „Prawdy” i zredagował cykl reportaży pt. Dziennik hiszpański (pełne wydanie 1958 r., wydanie polskie 1959 r.).
W listopadzie 1937 (lub lutym 1938) powrócił z Hiszpanii do ZSRR. Jesienią 1938 przebywał w Czechosłowacji podczas kryzysu sudeckiego zakończonego układem monachijskim, stamtąd pochodzą jego ostatnie korespondencje. 14 grudnia 1938 aresztowany przez NKWD. 1 lutego 1940 skazany przez Kolegium Wojskowe Sądu Najwyższego ZSRR na karę śmierci pod zarzutem działalności antysowieckiej i trockistowskiej. Rozstrzelany następnego dnia. Ciało skremowano w krematorium na Cmentarzu Dońskim, prochy pochowano anonimowo. Był jedną z ostatnich ofiar wielkiego terroru.
Zrehabilitowany postanowieniem Kolegium Wojskowego SN ZSRR 18 grudnia 1954.
Brat karykaturzysty Borisa Jefimowa. W powieści Ernesta Hemingwaya Komu bije dzwon występuje jako Karkow.